# Anikka Albrite
Anikka Albrite (Denver, Colorado; 7 de agosto de 1988) es una actriz pornográfica, directora de cine para adultos y modelo erótica estadounidense.

## Biografía
Albrite nació el 7 de agosto de 1988 en Denver, Colorado, hija de un matrimonio de cinco hijos. Tiene ascendencia alemana, checa, danesa y francesa. A pesar de haber nacido en Colorado, se crio en Arizona y pasó su adolescencia a caballo entre Wisconsin y California, donde reside actualmente.
Antes de entrar en la industria pornográfica, trabajó como técnico de laboratorio, además de contar con una especialidad universitaria en biología molecular, experta en mecatrónica y negocios.

## Carrera
Albrite entró en la industria del cine para adultos en octubre del 2011 y en un principio se unió a la agencia de OC Modeling. Actualmente está representada por el agente Mark Spiegler. Su primera escena de sexo anal fue en el 2013 en la película Anikka con Mick Blue. En el 2014, hizo su primera escena de doble penetración con Blue y Erik Everhard para la película  Anikka 2.
En junio de 2015, Albrite, Mick Blue y Maestro Claudio formaron la productora BAM Visions para Evil Angel.
El 4 de junio de 2015, Albrite hizo su debut como bailarina exótica en el Crazy Horse en San Francisco, California.
Algunos trabajos de su filmografía son Anal Royalty, Bombshells 4, Curvy Girls 7, Eye Candy, Mia, Planting Seeds 3, Seduction of Anikka Albrite, o Wet Dreams.
Ha grabado más de 810 películas como actriz.
Además, también ha actuado como directora rodando 4 películas pornográficas para Evil Angel que también protagoniza: Anikka's Cuckold POV, Anikka's Fuck-It List, Anikka's Bootycise, y Mick Loves Anikka, que codirigió y coprotagonizó junto a su marido.

## Vida personal
Está casada con el actor pornográfico y director austríaco Mick Blue desde el año 2014. Tanto ella como su esposo consiguieron en 2015 los Premios AVN a la Artista femenina del año y al Artista masculino del año, siendo el primer matrimonio de actores en conseguir ganarlo de manera simultánea.

## Premios y nominaciones
| Año  | Resultado | Premio | Película                                   |
| ---- | --------- | --- | ------------------------------------------ |
| 2013 | Nominada  | Mejor actriz revelación | —                                          |
| 2013 | Nominada  | Mejor escena POV de sexo (con Erik Everhard) | Eye Fucked Them All                        |
| 2013 | Nominada  | Mejor Tease Performance (con Jada Stevens) | Jada Stevens Is Buttwoman                  |
| 2013 | Nominada  | Mejor escena de trío Mujer-Hombre-Mujer (con Jada Stevens & Erik Everhard) | Jada Stevens Is Buttwoman                  |
| 2014 | Nominada  | Mejor actriz | OMG… It’s the Leaving Las Vegas XXX Parody |
| 2014 | Ganadora  | Mejor escena de sexo anal (con Mick Blue) | Anikka                                     |
| 2014 | Ganadora  | Mejor Tease Performance | Anikka                                     |
| 2014 | Ganadora  | Mejor escena de trío Hombre-Mujer-Hombre (con James Deen & Ramón Nomar) | Anikka                                     |
| 2014 | Nominada  | Mejor escena de sexo chico/chica (con Manuel Ferrara) | Top Bottoms                                |
| 2014 | Nominada  | Mejor escena de sexo en grupo (con Christy Mack, Kelly Madison, Kendra Lust, Brooklyn Chase, Jacky Joy, Romi Rain & Ryan Madison) | The Madison’s Mad Mad Circus               |
| 2014 | Nominada  | Mejor escena de sexo en grupo (con Ashley Fires, Remy LaCroix, Riley Reid, Dillion Harper, Mischa Brooks & Manuel Ferrara) | Manuel Ferrara's Reverse Gangbang          |
| 2014 | Nominada  | Mejor escena de sexo oral (con Riley Reid) | American Cocksucking Sluts 3               |
| 2014 | Nominada  | Mejor escena POV de sexo (con Mick Blue) | Eye Candy                                  |
| 2014 | Nominada  | Mejor escena de masturbación | I Love Big Toys 36                         |
| 2014 | Nominada  | Mejor escena de trío Mujer-Hombre-Mujer (con Maddy O'Reilly & Kurt Lockwood) | Not The Wizard of Oz XXX                   |
| 2014 | Nominada  | Mejor escena de trío Mujer-Hombre-Mujer (con Samantha Saint & Mick Blue) | Samantha Saint is Completely Wicked        |
| 2014 | Nominada  | Artista femenina del año | —                                          |
| 2015 | Nominada  | Mejor actriz | Untamed Heart                              |
| 2015 | Ganadora  | Mejor escena de sexo lésbico en grupo (con Dani Daniels & Karlie Montana) | Anikka 2                                   |
| 2015 | Ganadora  | Mejor escena de doble penetración (con Mick Blue & Erik Erik Everhard) | Anikka 2                                   |
| 2015 | Ganadora  | Mejor actuación solo / tease (con Dani Daniels & Karlie Montana) | Anikka 2                                   |
| 2015 | Nominada  | Mejor escena de sexo lésbico en grupo (con Carter Cruise, Dana DeArmond, Sara Luvv, Marina Angel & Cati Parker) | Twisted Fate                               |
| 2015 | Nominada  | Mejor escena de sexo chico/chica (con James Deen) | Voracious: Season 2 Volume 1               |
| 2015 | Nominada  | Mejor escena de sexo en grupo (con Lola Reve, Britney Amber, Lola Foxx, Dahlia Sky, Abby Cross, Romi Rain, Alina Li, Kush Kush, Tommy Gunn, Coco, Toni Ribas, Mick Blue, Alan Stafford, Keni Styles, Bill Bailey, Giovanni Francesco, Karlo Karrera & Richie Calhoun) | Orgy Initiation of Lola                    |
| 2015 | Nominada  | Mejor escena POV de sexo (con Mr. Pete) | Mr. Pete's POV 2                           |
| 2015 | Ganadora  | Mejor escena de trío Mujer-Hombre-Mujer (con Dani Daniels & Rob Piper) | Dani Daniels Deeper                        |
| 2015 | Ganadora  | Artista femenina del año | —                                          |
| 2015 | Nominada  | Mejor escena escandalosa de sexo (con Zoey Monroe) | Cream Dreams 2                             |
| 2016 | Ganadora  | Mejor escena de sexo lésbico en grupo (con Angela White & Alexis Texas) | Angela 2                                   |
| 2016 | Nominada  | Mejor escena de sexo lésbico en grupo (con Dani Daniels, Lexi Belle, Mercedes Carrera, Maddy O'Reilly, Ash Hollywood, Ana Foxxx, Keisha Grey & Ryan Ryans) | Sisterhood                                 |
| 2016 | Nominada  | Mejor escena de sexo anal (con Mike Adriano) | Banging Beauties                           |
| 2016 | Nominada  | Mejor escena de doble penetración (con Steve Holmes & Manuel Ferrara) | Ass Worship 16                             |
| 2016 | Nominada  | Mejor escena de sexo en grupo (con Skin Diamond, Carter Cruise, Dahlia Sky, Adriana Chechik & Mick Blue) | Mick Blue Is One Lucky Bastard             |
| 2016 | Nominada  | Mejor actriz de reparto | The Turning                                |
| 2016 | Nominada  | Mejor escena de trío Hombre-Mujer-Hombre (con Chris Strokes & Mike Adriano) | Phat Ass White Girls 12                    |
| 2016 | Ganadora  | Mejor escena de trío Mujer-Hombre-Mujer (con Valentina Nappi & Mick Blue) | Anikka’s Anal Sluts                        |
| 2016 | Nominada  | Artista femenina del año | —                                          |

| Año  | Resultado | Premio                                              |
| ---- | --------- | --------------------------------------------------- |
| 2013 | Ganadora  | Mejor actriz revelación (elección de los fanáticos) |
| 2014 | Nominada  | Mejor artista femenina                              |
| 2015 | Ganadora  | Mejor artista femenina (elección de los fanáticos)  |
| 2015 | Nominada  | Mejor trasero                                       |

| Año  | Resultado | Premio                                                                |
| ---- | --------- | --------------------------------------------------------------------- |
| 2015 | Ganadora  | Premio del jurado a la mejor pareja de la pornografía (con Mick Blue) |

| Año  | Resultado | Premio                                                                | Película                                  |
| ---- | --------- | --------------------------------------------------------------------- | ----------------------------------------- |
| 2013 | Nominada  | Mejor actriz revelación                                               | —                                         |
| 2014 | Nominada  | Artista femenina del año                                              | —                                         |
| 2014 | Nominada  | Mejor actriz de reparto                                               | Not the Wizard of Oz XXX                  |
| 2014 | Nominada  | Mejor escena en película parodia (con Maddy O'Reilly & Kurt Lockwood) | Not the Wizard of Oz XXX                  |
| 2014 | Nominada  | Mejor escena en película no largometraje (con Mick Blue)              | Anikka                                    |
| 2015 | Ganadora  | Artista femenina del año                                              | —                                         |
| 2015 | Nominada  | Mejor actriz en película de sexo en pareja                            | Untamed Heart                             |
| 2015 | Ganadora  | Mejor escena en película de sexo en pareja (con Tommy Gunn)           | Untamed Heart                             |
| 2015 | Nominada  | Mejor actriz en película lésbica                                      | Twisted Fate: A Lesbian Feature           |
| 2015 | Nominada  | Mejor escena en película parodia (con Michael Vegas)                  | Sleeping Beauty XXX: An Axel Braun Parody |
| 2016 | Nominada  | Artista femenina del año                                              | —                                         |
| 2016 | Nominada  | Mejor actriz de reparto                                               | Wanted                                    |
| 2016 | Nominada  | Mejor escena en película de todo sexo (con Vicki Chase & Mick Blue)   | Anikka’s Anal Sluts                       |

| Año  | Resultado | Premio                   |
| ---- | --------- | ------------------------ |
| 2013 | Nominada  | Actriz revelación        |
| 2014 | Nominada  | Artista femenina del año |
| 2014 | Nominada  | Oralista Orgásmica       |
| 2015 | Ganadora  | Artista femenina del año |
| 2015 | Nominada  | Analista Orgásmica       |
| 2016 | Nominada  | Artista femenina del año |
| 2016 | Nominada  | Súperputa                |
| 2016 | Nominada  | Analista Orgásmica       |